# Mario Roghi
Mario Roghi (Sanguinetto, 7 agosto 1897 – 1928) è stato un calciatore italiano, di ruolo attaccante.

## Carriera
Esordisce nel campionato di Prima Categoria (la massima serie dell'epoca) nella stagione 1919-1920, disputando la sua prima partita ufficiale in campionato alla prima giornata, il 12 ottobre 1919, in Milan-Chiasso (3-1), durante la quale segna anche il suo primo gol in massima serie. Nel corso della stagione segna altri 5 gol, realizzando anche la sua prima ed unica doppietta in carriera alla terza giornata di campionato il 26 ottobre 1919 in Pavia-Milan (1-6). Roghi ha fatto parte della rosa del Milan anche nella stagione 1921-1922, giocata nella Prima Divisione della CCI, nella quale ha segnato un gol.
Complessivamente ha disputato 26 partite in massima serie, nel corso delle quali ha anche realizzato un totale di 6 gol.
Nella stagione 1923-1924 gioca a Lodi, in Seconda Divisione, con la maglia del Fanfulla.